# Liste der Schlangenarten in Albanien

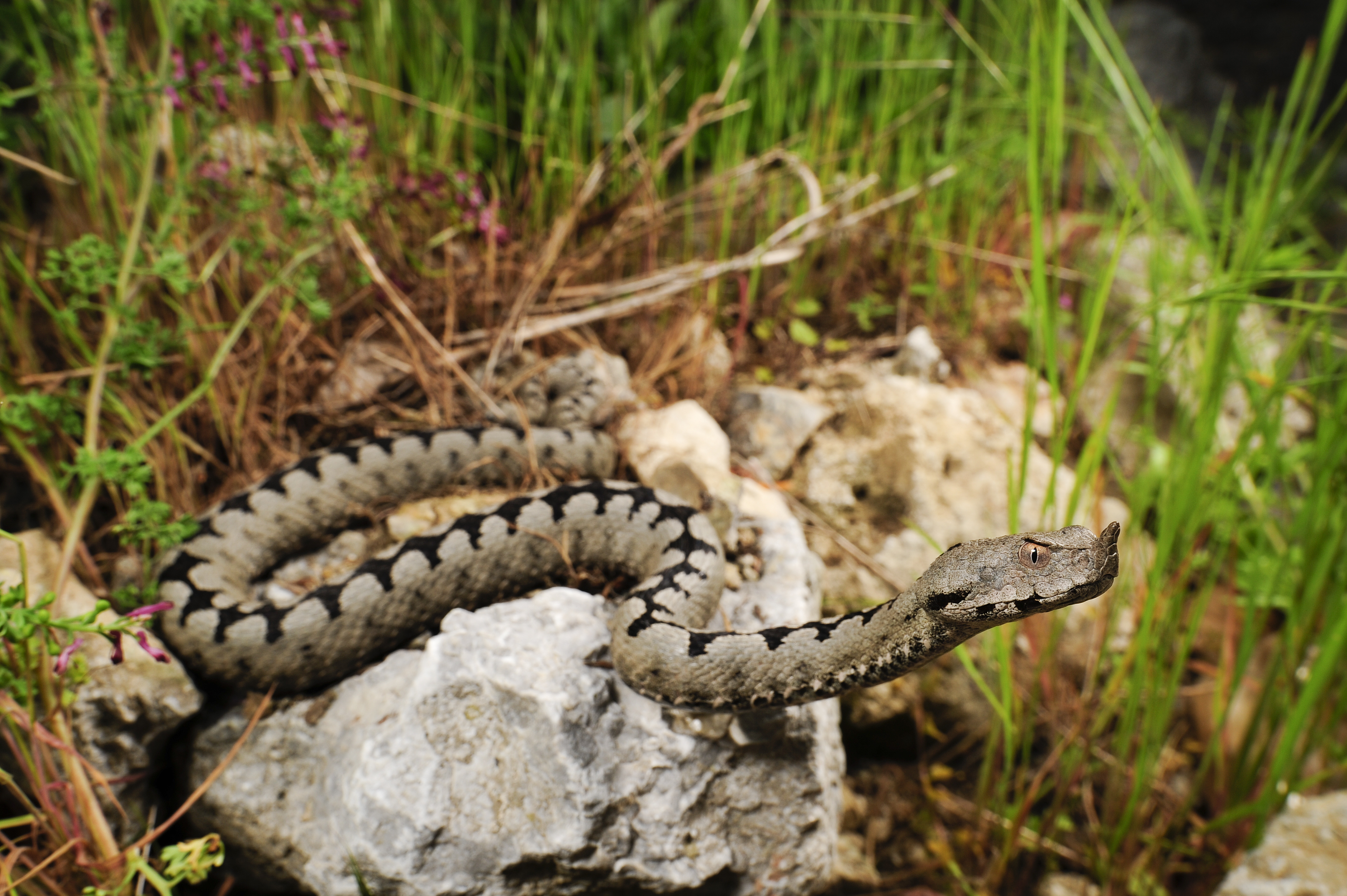
Europäische Hornotter

Dies ist die Liste der Schlangenarten, die in Albanien vorkommen. Aus Albanien sind 16 Schlangenarten bekannt. Damit gehört das Land zusammen mit Griechenland zu den artenreichsten in Europa. Mit der Europäischen Hornotter, die in fast ganz Albanien anzutreffen ist, kommt hier auch Europas giftigste Schlangenart vor, deren Biss für den Menschen tödlich enden kann.
| Bild | Schlangenart                                   | Vorkommen                                                                          | Giftig | Risiko           | Gefährdungsstufe Rote Liste der IUCN     | Bemerkung                  |
| ---- | ---------------------------------------------- | ---------------------------------------------------------------------------------- | ------ | ---------------- | ---------------------------------------- | -------------------------- |
|      | Europäische Hornotter (Vipera ammodytes)       | in Albanien häufig, von der Meeresküste bis ins Gebirge (bis in 1800 m Meereshöhe) | Ja     | Tödlich          | (Least Concern – nicht gefährdet)        | Giftigste Schlange Europas |
|      | Balkan-Zornnatter (Hierophis gemonensis)       | ganz Albanien, bevorzugt in der Ebene und im Hügelland, bis 1100 m Meereshöhe      | Nein   | Keine Gefahr     | (Least Concern – nicht gefährdet)        |                            |
|      | Ringelnatter (Natrix natrix)                   | ganz Albanien, bis ins Gebirge häufig                                              | Nein   | Keine Gefahr     | (Least Concern – nicht gefährdet)        |                            |
|      | Würfelnatter (Natrix tessellata)               | ganz Albanien, in Süß- und Brackwasserhabitaten                                    | Nein   | Keine Gefahr     | (Least Concern – nicht gefährdet)        |                            |
|      | Schlanknatter (Platyceps najadum)              | West & Südwestalbanien                                                             | Ja     | Mittel-Hoch      | (Least Concern – nicht gefährdet)        |                            |
|      | Östliche Eidechsennatter (Malpolon insignitus) | im Küstenland häufig, in den Flusstälern bis ins Gebirge                           | Ja     | Mittel           | (Not Evaluated – nicht beurteilt)        |                            |
|      | Balkan-Springnatter (Dolichophis caspius)      | Ganz Albanien, außer im Norden, bis in 1500 m Meereshöhe                           | Ja     | Mittel-Hoch      | (Least Concern – nicht gefährdet)        |                            |
|      | Leopardnatter (Zamenis situla)                 | im Westen, selten.                                                                 | Nein   | Keine Gefahr     | (Least Concern – nicht gefährdet)        |                            |
|      | Äskulapnatter (Zamenis longissimus)            | Ganz Albanien sehr häufig, von der Küste bis ins Gebirge                           | Nein   | Keine Gefahr     | (Least Concern – nicht gefährdet)        |                            |
|      | Vierstreifennatter (Elaphe quatuorlineata)     | bevorzugt im Westen, im Gebirge selten.                                            | Nein   | Keine Gefahr     | (Near Threatened – potenziell gefährdet) | Größte Schlange Europas    |
|      | Kreuzotter (Vipera berus)                      | nur im Gebirge, Nordalbanische Alpen                                               | Ja     | Mittel-Sehr Hoch | (Not Evaluated – nicht beurteilt)        |                            |
|      | Griechische Wiesenotter (Vipera graeca)        | im Süden Albaniens                                                                 | Ja     | Mittel-Hoch      | (Endangered – stark gefährdet)           |                            |
|      | Wiesenotter (Vipera ursinii)                   | nur im Gebirge (Nordalbanische Alpen und Korabgebirge)                             | Ja     | Mittel-Hoch      | (Vulnerable – gefährdet)                 |                            |
|      | Schlingnatter (Coronella austriaca)            | in Albanien selten, nur im Gebirge. Albanische Alpen & Korabgebirge                | Nein   | Keine Gefahr     | (Least Concern – nicht gefährdet)        |                            |
|      | Europäische Katzennatter (Telescopus fallax)   | Westalbanien, bis ins Hügelland                                                    | Ja     | Mittel-Hoch      | (Least Concern – nicht gefährdet)        |                            |
|      | Westliche Sandboa (Eryx jaculus turcicus)      | sehr selten, ausschließlich im Süden nahe Saranda(Ksamil-Halbinsel)                | Nein   | Keine Gefahr     | (Not Evaluated – nicht beurteilt)        |                            |
|      | Blödauge (Xerotyphlops vermicularis)           | im Hügelland und der Ebene weit verbreitet                                         | Nein   | Keine Gefahr     | (Least Concern – nicht gefährdet)        |                            |